# Kissziget
Kissziget község Zala vármegyében, a Lenti járásban, a Zalai-dombság területén, a Göcsejben.

## Fekvése
Zalaegerszeg és Lenti térsége között fekszik, de utóbbihoz lényegesen közelebb; területén a Nova-Csömödér közti 7547-es út halad át, határát érinti még a Páka felől (Ortaházától) idáig vezető 7548-as út is. A települést a Cserta és a Kisszigeti-patak fogja közre; a hajdani itteni mocsárvilág egy szigetszerű szárazulatán alakult ki.
Két tektonikailag kijelölt süllyedék metszi egymást ebben a térségben. Az egyik egy észak–déli irányú, jellegzetesen menedékes völgy, mely a Göcsej területét választja ketté: ebben folyik a Közép-Zala vizeit összegyűjtő Cserta. A másik egy északkelet-délnyugati irányú, széles talpú völgy, ami valamikor, a vízrendezés előtt mocsaras, lápos vidék volt. Lassú folyású vize, a Kisszigeti-patak völgyi vízválasztóval különül el a Tófej határában, egy másik meridionális völgyben húzódó Felső-Válickától.

## Története
Első biztos említése csak 1426-ból ismert, Zyegyth formában. A név bizonyára a település térszíni formájára való utalás volt, nem okvetlenül jelentett vízzel körülvett szigetet, egyszerűen a mocsárból kiemelkedő, lakható terület lehetett itt. Egy későbbi oklevél 1568-ból a Karchon Zigete nevet használta.
A területet, valószínűleg a szigetet is a középkorban a Bánffyak szerezték meg, de a nagyhatalmú család mellett volt itt tulajdona a mogyorókereki Ellenbachoknak is. Az ő részeik előbb Mátyás király ajándékaként Bakócz Tamáshoz, az esztergomi érsekhez kerültek, 1496 után pedig, II. Ulászló király beleegyezésével a gróf Erdődy család vette azokat kezelésbe. A családtól az Őziek kezére került birtokrészt a Bánffyak szerezték vissza, majd azok magvaszakadtával a XVI. század közepén birtokaik, házasság és leányági örökösödés révén a Nádasdyak kezére kerültek.
Ekkor Sziget bár csak kis falu volt, de földesurai a vármegye e részén élő leggazdagabb családjai voltak. A birtokosok összesen tizenegy jobbágycsaládon osztoztak.
Nagyon érdekes az az adat, amely arra utal, hogy az egyik legkorábbi dunántúli Esterházy-birtokrész itt volt. Pontosan nem tudni, hogy az első itteni telkekhez kitől jutott hozzá a birtokszerző családtag, de ismert az a feljegyzése, amelyet Soós István, a birtok felügyelője 1667. május 22-én juttatott el Esterházy Pálhoz. Ebben azokról a hatalmaskodásokról küldött értesítést, amelyeket Nádasdy Ferenc tisztviselői az Esterházy-jobbágyokon elkövettek: jobbágyokat raboltak, az elfogottak közül néhányat Nádasdy jobbágyává tették.
A török hódoltság idején a megszállók által gyakran látogatott térségben a szigetiek lélekszáma is fogyatkozott, de a mocsarak, a nehezen járható zsombékok közt lakók mégis viszonylagos védelmet élveztek. Egy irat tudósít arról is, hogy a falu a bécsi hadjárat miatt – 1663-ban – puszta lett, csak 1690 után kezdték újjáépíteni. Ekkor „Szebeczky” (azaz Zebecke) faluval együtt csak 3 ház állt, előtte még 12 volt). A terület török földesura Hagida Zed volt, neki a lakosok évi 8, a szultán részére tovább 5 forint adót fizettek, terménnyel szolgáltak, és alkalmanként Kanizsára hosszú fuvart is kellett teljesíteniük.
Egy 1697-es adat szerint Kissziget régi, Szent Miklós nevére szentelt templomának még voltak némi romjai, de a török által elpusztított falakból már csak két kő látszott; az akkori lakosok katolikusok voltak. A település ezután Páka filiája lett, ekkor Fekete András licenciátus szolgáltatta ki a szentségeket.
Egy 1728-ból való leírás betekintést enged a kis falu akkori mindennapjaiba. Ebben utalást találunk arra, hogy a gyenge minőségű földeket hogyan művelték, gabonájukat hova értékesítették a lakosok. 1770-ben már kukoricát is termeltek, 4 pozsonyi mérőnyi területen.
A falu birtokosai 1848-ig az Erdődyek és az Esterházyak maradtak.
A modern közigazgatás kialakításakor a falut a novai járásba, ezen belül a pákai körjegyzőséghez sorolták be. 1922-ben, amikor az ortaházai körjegyzőséget megszervezték, oda csatolták át Kisszigetet is. A faluban egy római katolikus templom és egy kocsma volt, iparosként három szatócs és két cipész működött.
1945 áprilisában gyorsan megszervezték a földosztást. 1948-ban államosították az iskolát, amelynek egyetlen osztályában két tanító 42 gyermeket tanított. Hamarosan megszervezték a termelőszövetkezetet, ebben 1950-ben 136 tag és 103 családtag dolgozott.
Ma már ismét kevesen élnek a faluban, az állandó lakosságszám a 200 főt sem éri el.

## Infrastruktúra
Egyutcás település. Kiépült az ivóvízhálózat, a szennyvíz- és a csatornarendszer, a gázvezeték-, telefon- és kábeltévé-hálózat.

## Közélete

### Polgármesterei
- 1990–1994: Fehér András (független)[3]
- 1994–1998: Fehér András (független)[4]
- 1998–2002: Fehér András (független)[5]
- 2002–2006: Fehér András (független)[6]
- 2006–2010: Kovács Oszkár (független)[7]
- 2010–2014: Böröcz Roland (független)[8]
- 2014–2019: Fehér Gyuláné (független)[9]
- 2019–2024: Böröczné Hóbor Anikó (független)[10]
- 2024– : Böröczné Hóbor Anikó (független)[1]

## Népessége
A település népességének változása:
| Lakosok száma | 189  | 182  | 170  | 153  | 166  | 161  | 157  |
|               | 2013 | 2014 | 2015 | 2021 | 2022 | 2023 | 2024 |

A 2011-es népszámlálás idején a nemzetiségi megoszlás a következő volt: magyar 89,5%, cigány 8,5%, német 1,96%. A lakosok 67%-a római katolikusnak, 2,2% felekezeten kívülinek vallotta magát (28,6% nem nyilatkozott).
2022-ben a lakosság 91,6%-a vallotta magát magyarnak, 6,6% cigánynak, 4,8% németnek, 0,6% görögnek, 0,6% románnak, 1,2% egyéb, nem hazai nemzetiségűnek (6,6% nem nyilatkozott; a kettős identitások miatt a végösszeg nagyobb lehet 100%-nál). Vallásuk szerint 56,6% volt római katolikus, 3% görög katolikus, 1,8% evangélikus, 1,2% református, 11,4% felekezeten kívüli (25,9% nem válaszolt).

## Nevezetességei
- 19. századi harangláb áll a falu közepén, illetve egy kis imaházzal is büszkélkedhet.
- Horgásztavát és haltenyészetét nemrég alakították ki, mára kellemes kikapcsolódást biztosít a tavacska partján létesített pihenő.